# Sinchon (Seoul)
Sinchon (tiếng Hàn: 신촌; Hanja: 新村) là một khu vực ở Seoul, Hàn Quốc; nó bao quanh Sinchon-dong, Changcheon-dong, Nogosan-dong và Daeheung-dong. Khu vực này được biết đến với nhiều trường đại học như đại học Yonsei, đại học Nữ sinh Ewha, đại học Sogang, đại học Hongik, đại học Myongji, cũng như cuộc sống sôi động về đêm của nó.

## Giao thông
Sinchon được kết nối bằng tàu điện ngầm thông qua ga Sinchon (Tuyến Seoul 2). Ngoài ra còn có nhiều tuyến xe buýt khác nhau ở Seoul.

## Mua sắm
Trung tâm mua sắm lớn nhất ở ga Sinchon là Hyundai Department Store, gồm có thương hiệu SPA Hàn Quốc 8 Seconds, một cửa hàng chọn lựa của Hàn Quốc PEER, hai thương hiệu mỹ phẩm Hàn Quốc Espoir và VDL, cùng các thương hiệu thời trang và mỹ phẩm khác. Các cửa hàng mỹ phẩm Hàn Quốc nổi tiếng gồm có The Face Shop, The Saem, Aritaum, Etude House, Memebox, Innisfree.